# Rosa Maria Klöser
Rosa Maria Klöser (født 24. juni 1996 i Geilenkirchen) er en cykelrytter fra Tyskland, der kører for Canyon//SRAM zondacrypto.